# Tschechische Badmintonmeisterschaft 2021
Die Tschechische Badmintonmeisterschaft 2021 fand vom 17. bis zum 19. September 2021 in Prag statt.

## Medaillengewinner
| Disziplin    | Gold                             | Silber                           | Bronze                         |
| ------------ | -------------------------------- | -------------------------------- | ------------------------------ |
| Herreneinzel | Jan Louda                        | Jiří Král                        | Jan Janoštík                   |
| Herreneinzel | Jan Louda                        | Jiří Král                        | Milan Ludík                    |
| Dameneinzel  | Tereza Švábíková                 | Sabina Milová                    | Petra Maixnerová               |
| Dameneinzel  | Tereza Švábíková                 | Sabina Milová                    | Kateřina Mikelová              |
| Herrendoppel | Ondřej Král Adam Mendrek         | Jaromír Janáček Pavel Maňásek    | Lukáš Holub Jan Hubáček        |
| Herrendoppel | Ondřej Král Adam Mendrek         | Jaromír Janáček Pavel Maňásek    | Pavel Drančák Vojtěch Šelong   |
| Damendoppel  | Lucie Krpatová Kateřina Zuzáková | Alžběta Bášová Michaela Fuchsová | Lucie Krulová Petra Maixnerová |
| Damendoppel  | Lucie Krpatová Kateřina Zuzáková | Alžběta Bášová Michaela Fuchsová | Klára Šilhavá Radka Šilhavá    |
| Mixed        | Jan Hubáček Michaela Fuchsová    | Vojtěch Šelong Denisa Šikalová   | Pavel Drančák Alžběta Bášová   |
| Mixed        | Jan Hubáček Michaela Fuchsová    | Vojtěch Šelong Denisa Šikalová   | Matěj Ehm Pavlína Krpatová     |